# Welpen (scouting)

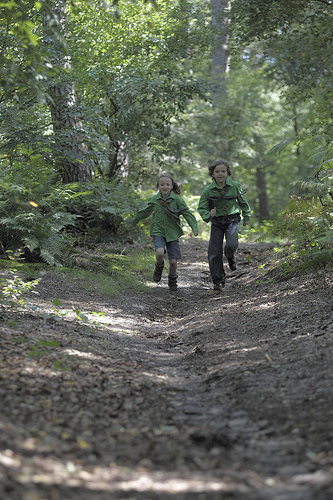
Welpen van Scouting Nederland in het bos

De welpen zijn een leeftijdscategorie bij scouting, oorspronkelijk bedoeld voor jongens van 7 tot 11 jaar oud.
De welpen, of "Cub Scouts" (Engels voor iets als "welp-verkenner") zoals ze oorspronkelijk genoemd werden, zijn omstreeks 1914 als leeftijdsgroep in het leven geroepen door de oprichter van Scouting, Robert Baden-Powell. Baden-Powell had enkele jaren daarvoor de scoutingbeweging opgericht. Die beweging richtte zich op jongens van 10 jaar en ouder. Al gauw bleek echter dat ook jongere kinderen graag het spel van verkennen wilden spelen. Om de jongere kinderen te boeien, besloot Baden-Powell een fantasieverhaal te gebruiken als kapstok voor de activiteiten van de leeftijdsgroep. Hij koos voor het jungleboek van Rudyard Kipling, een verhalenbundel voor kinderen die kort daarvoor verschenen was. De verhalen gaan (onder andere) over het jongetje Mowgli, die opgroeit in het oerwoud en in een nest van welpjes door de wolven wordt opgevoed. De meeste scoutinggroepen in de wereld namen de leeftijdsgroep en het bijbehorende themaverhaal vrijwel letterlijk over, zo ook Scouting Nederland, FOS Open Scouting en de Scouts en Gidsen Vlaanderen.
Tegenwoordig is de leeftijdscategorie van welpen in een aantal landen niet meer louter voorbehouden aan jongens. Doordat ook meisjes het welpenspel wilden spelen, had Baden-Powell voor hen in 1915 de leeftijdsgroep "brownies" (Kabouters) bedacht, met een bijbehorend sprookjesverhaal als kapstok. Meisjes kunnen in sommige landen inmiddels echter (ook) welp worden. Welpengroepen kunnen in dat geval zowel bestaan uit alleen meisjes, alleen jongens, of gemengd.

## Welpen internationaal

### België
In Vlaanderen kennen zowel de Scouts en Gidsen Vlaanderen als FOS Open Scouting de leeftijdsgroep welpen. Bij FOS is dit per definitie een gemengde tak, bij Scouts en Gidsen Vlaanderen kan dit zowel gemengd als ongemengd voorkomen. Gemengde jongens- en meisjesgroepen door sommige groepen samengebracht onder de naam "Wouters" of "Kawellen", een samenvoeging van "welpen" en "kabouters". 

### Nederland
Bij Scouting Nederland spelen alle kinderen van ongeveer 7 tot 11 jaar in theorie het welpenspel. Jarenlang kende de scoutingbeweging echter meerdere speltakken voor deze leeftijdsgroep: naast welpen (oorspronkelijk jongensgroepen) ook esta's (meestal gemengde groepen), kabouters (oorspronkelijk meisjesgroepen) en dolfijnen (waterscouting). In 2010 besloot Scouting Nederland om deze andere drie namen af te schaffen en voortaan officieel alleen nog met het welpenverhaal te werken. Het welpenverhaal werd uitgebreid met enkele meer "vrouwelijke" karakters, en enkele waterdieren, om het zo bruikbaarder en aansprekender te maken voor meisjes- en watergroepen.

## Welpengebruiken
Baden-Powell introduceerde een aantal "welpengebruiken", waarvan een deel tot op de dag van vandaag internationaal nog gebruikt wordt. Een daarvan is het geven van welpennamen aan de leiding. De leiding van de welpen vernoemt zichzelf naar de dieren uit het Jungleboek. De hoofdleid(st)er draagt meestal de naam Akela. Zij/hij is de leid(st)er van de horde der Sionieheuvelen. De ander leid(st)ers dragen een van de volgende namen, die ze zelf mogen uitkiezen:
- Bagheera de zwarte panter
- Baloe de bruine beer
- Bandar-log, een troep apen
- Chikai de kleine springrat
- Chil de koningswouw
- Dahinda de kikker
- Ferao de boomspecht
- Hathi de olifant
- Ikki het stekelvarken
- Jacala de krokodil
- Kaa de tijgerpython
- Kigo de vis
- King Louie de orang-oetan (komt niet voor in het JungleBook, enkel in de Disney-film)
- Ko de raaf
- Kothick de witte noordelijke zeehond
- Mang de vleermuis
- Mor de pauw
- Mowgli het mensenkind
- Mysa de baas van de bizons
- Nag de cobra
- Nagina de cobra
- Oe de schildpad
- Phao de opvolger van Akela
- Raksha de moederwolf
- Rama de waterbuffel
- Rikki-Tikki-Tavi het vosaapje
- Sahi het stekelvarken
- Shere Khan de tijger
- Sugima de mug
- Tabaqui de jakhals
- Thuu de witte cobra
- Tor
- Wontolla de eenzame wolf

Kapoenen · Zeehondjes

Welpen · Kabouters · Zeewelpen

Jongverkenners · Jonggidsen · Scheepsmakkers

Gidsen · Verkenners · Zeeverkenners

Jin · Loodsen